# فرودگاه ارزنی
فرودگاه آرزنی (ارمنی: Արզնի օդանավակայան) (سابقا تحت عنوان فرودگاه ایروان یغوارد شناخته می‌شد) (ارمنی: Երևան Եղվարդ օդանավակայան) یک فرودگاه نظامی است که در نزدیکی شهر نور هاچن، ۱۳ کیلومتر (۸ مایل) شمال ایروان و ۲ کیلومتر (۱ مایل) غرب ارزنی واقع شده است.
این فرودگاه به عنوان یک پایگاه آموزشی فعالیت می‌کند و به دانشگاه هوانوردی نظامی آرمناک خانپریانتس متصل است که توسط وزارت دفاع ارمنستان اداره می‌شود. این فرودگاه همچنین میزبان چندین نمایشگاه نظامی و تمرینات آموزشی و همچنین رویدادهای هواگرد رادیوکنترل است. این فرودگاه در حال حاضر میزبان چندین هواپیمای آنتونوف ای‌ان-۲، یاکوولف یاک-۵۲ و پایپر پی‌ای-۲۸ چروکی و همچنین چندین هلیکوپتر میل می-۲ است که برای آموزش استفاده می‌شود.